# Gaius Julius Quadratus Bassus
Gaius Julius Quadratus Bassus (~70 - Dacië, 118) was een Romeins politicus en legeraanvoerder die behoorde tot de patriciërsstand.
Bassus kwam uit een voorname familie uit Pergamum die afstamde van een oud koningsgeslacht. Uit zijn grafschrift, dat in Pergamum is teruggevonden, blijkt dat hij een uitzonderlijk succesvolle carrière had en dat er, gezien het hoge aantal ambten dat hij bekleed heeft, niet veel tijd tussen de verschillende benoemingen kan hebben gezeten. Zijn oudst bekende ambt bekleedde hij in de provincia Creta et Cyrenaica, waar hij quaestor of legatus was. Van ca. 99-101 voerde hij het bevel over het Legio XI Claudia in Germania Superior. De inscriptie vermeldt in totaal 8 legioenen die door Quadratus Bassus zijn aangevoerd, maar de overige zeven legioenen betreffen vermoedelijk geen aparte aanstellingen, maar zijn officiersfuncties in de oorlogen tegen de Parthen en de Daciërs later in zijn carrière. Na zijn periode in Germania voerde Quadratus Bassus een detachement aan in de Eerste Dacische Oorlog (101-102).
Van 102/103 tot 104/105 was hij legatus Augusti pro praetore van Judea. Na zijn terugkeer in Rome werd hij benoemd tot consul suffectus, van mei tot augustus 105. Vervolgens nam hij van 105-106 deel aan de Tweede Dacische Oorlog, als comes van keizer Trajanus. De oorlog was succesvol en Dacia werd ingelijfd als provincia in het Romeinse Rijk. Na de oorlog werd Quadratus Bassus onderscheiden met de ornamenta triumphalia.
Van 107 tot 112 was Quadratus Bassus legatus Augusti pro praetore van Cappadocia en de omliggende provincies Galatia, Armenia Inferior, Pontus, Paphlagonia, Isauria en Phrygia, die toentertijd door één legatus bestuurd werden. Kort daarop, van 114 tot 116, bekleedde hij hetzelfde ambt in Syria, waar hij deelnam aan Trajanus' succesvolle veldtocht tegen de Parthen.
In 117-118 was hij gouverneur van Dacië, waar hij overleed tijdens zijn ambtstermijn. Zijn doodsoorzaak is niet bekend, maar aangezien juist in deze tijd de Roxilani Dacië binnenvielen en Quadratus Bassus' opvolger Quintus Marcius Turbo meteen na zijn ambtsaanvaarding de strijd met hen aanbond, is het mogelijk dat hij in een gewapend treffen is gesneuveld. Bassus' lichaam werd overgebracht naar Pergamum, waar het op initiatief en op kosten van de nieuwe keizer Hadrianus werd meegevoerd in een eervolle processie, alvorens het in een familiegraf werd bijgezet.